# John Silva Meehan

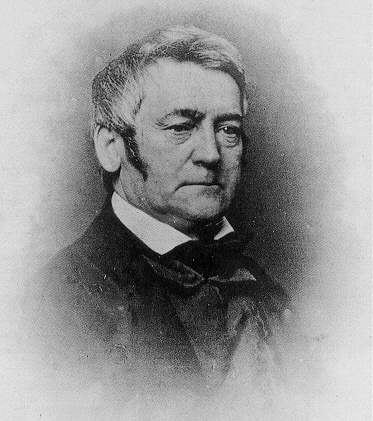
John Silva Meehan

John Silva Meehan (* 6. Februar 1790 in New York City; † 24. April 1863 in Washington, D.C.) war der vierte Bibliothekar in der Library of Congress der Vereinigten Staaten. Er übte sein Amt von 1829 bis 1861 aus.
Meehan war ein Drucker und Publizist, zugehörig der Demokratischen Partei, ernannt wurde er zum Bibliothekar des Kongresses vom Präsidenten Andrew Jackson. Er ersetzte auf diesem Posten seinen Vorgänger George Watterston, zugehörig der Whig Party, welcher sich Jackson widersetzte.
Meehans Ausführung seines Amtes war eine konservative und er und seine Unterstützer im Kongress befürworteten eine Begrenzung der Größe der Bibliothek. Viele der Aufgaben eines Bibliothekars wurden anderen Regierungsagenturen übertragen. Als ein Feuer im Jahr 1851 35.000 Bände zerstörte, darunter zwei Drittel des Bestandes, der ursprünglich von Präsident Thomas Jefferson zur Verfügung gestellt wurde, stellte der Kongress finanzielle Mittel bereit für eine Wiederherstellung, welches aber nur für das Ersetzen von verlorenen Bänden eingesetzt wurde und nicht für den Ausbau der Bibliothek. Meehan selbst stellte eine kleinere Sammlung von Zeitschriften zur Verfügung für das Lesen durch die Kongressangehörigen, aus welcher sich unter späteren Bibliothekaren, eine eigene Abteilung für Zeitschriften entwickelte.
Meehan diente während der Regierungsperioden neun verschiedener Präsidenten. Trotz Einwänden des Kongresses ersetzte Präsident Abraham Lincoln Meehan durch einen Unterstützer der Republikanischen Partei, John Gould Stephenson.